# Hans Georg Bertram
Hans Georg Bertram (* 27. August 1936 in Gießen; † 12. Juli 2013 in Berlin) war ein deutscher Komponist und Organist.

## Leben

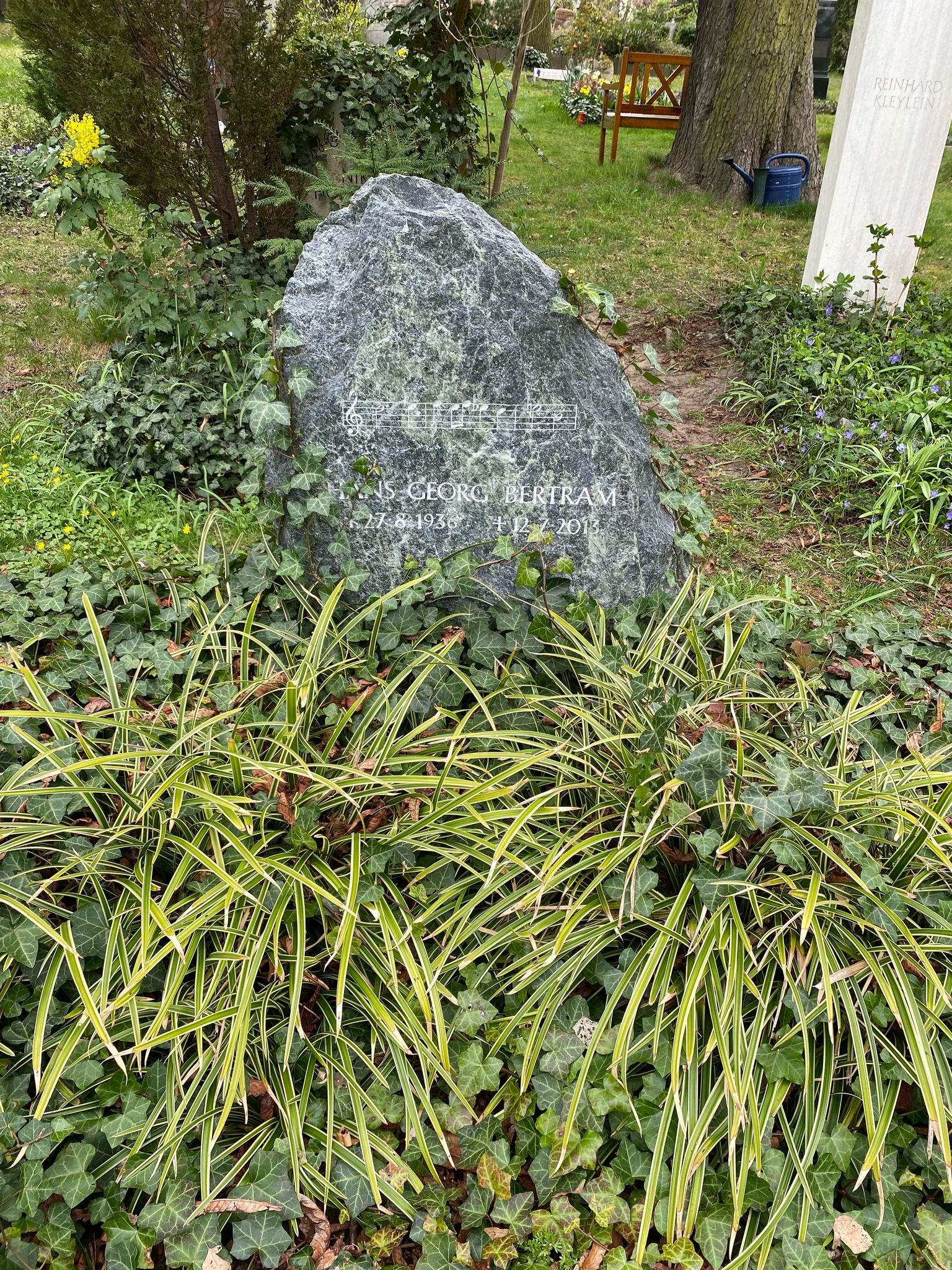
Grabstätte auf dem Alten St.-Matthäus-Kirchhof

Bertram studierte evangelische Kirchenmusik und Orgel bei Hans Arnold Metzger sowie Komposition bei Johann Nepomuk David an der Staatlichen Hochschule für Musik und Darstellende Kunst in Stuttgart. 1963 promovierte er als Schüler von Georg Reichert in Musikwissenschaft an der Universität Würzburg und war danach als Kantor und Organist in Gießen an der neu errichteten Petruskirche tätig.
1978 wurde er als Dozent für Orgelliteraturspiel, Orgelimprovisation und Musikgeschichte an die Hochschule für Kirchenmusik in Esslingen am Neckar berufen und wirkte dort seit 1988 bis zu seiner Emeritierung 1997 als Professor. Diese Hochschule ist 1998 umgezogen und nennt sich seitdem Evangelische Hochschule für Kirchenmusik. Sie hat jetzt ihren Sitz in Tübingen. Von 1978 bis 2007/08 war Hans Georg Bertram als Organist an der Stadtkirche Esslingen tätig.
Bertram starb 76-jährig im Juli 2013 in Berlin und wurde auf dem dortigen Alten St.-Matthäus-Kirchhof beigesetzt. Sein Nachlass liegt in der Württembergischen Landesbibliothek Stuttgart.

## Werk (Auswahl)
Sein Werkverzeichnis enthält Chor- und Orgelwerke, Kammermusik, Orchesterwerke („Sinfonischer Prolog“ (1989) für großes Orchester), zwei Sinfonien (2. Sinfonie „Canto per un altro mondo“ (1993/94) vom Sinfonieorchester der Stadt Ludwigsburg am 23. November 1996 in der Stadtkirche Esslingen (Neckar) uraufgeführt), Konzerte und Oratorien. Sein bekanntestes Oratorium ist „Ecce homo“. In den letzten Jahren legte Bertram ein Hauptaugenmerk auf Kompositionen für Orgel und Sprecher. So entwickelte er die Gattung der geistlichen Kantate für das 21. Jahrhundert in neuer Weise weiter:
- „Weihnachtskantate“ (2001)
- „Vaterunserkantate“ (2002/2003)
- „Adventskantate“ (2004)

## CDs (Auswahl)
- 2. Sinfonie für großes Orchester „Canto per un altro mondo“ (Konzertmitschnitt aus Ludwigsburg, 24. November 1996), Sinfonieorchester der Stadt Ludwigsburg, Dirigent: Siegfried Bauer, Strube-Verlag GmbH, München, CD 1368 (1997)